# Song Car-Tunes
Ko-Ko Song Car-Tunes, conosciuta anche come Song Car-Tunes, è una serie di cortometraggi animati di tre minuti prodotta da Max e Dave Fleischer tra il maggio 1924 e il settembre 1927, aprendo la strada all'uso del dispositivo della "palla rimbalzante" utilizzato per dirigere il pubblico nei canta-con-noi cinematografici. I Song Car-Tunes furono anche sforzi pionieristici nella prima applicazione del suono all'animazione, diversi anni prima di Dinner Time di Paul Terry (uscito nell'ottobre 1928) e di Steamboat Willie di Walt Disney (novembre 1928).

## Storia e tecnica
Ci furono 36 titoli nella serie Song Car-Tunes, di cui 19 utilizzarono il processo sonoro ottico Phonofilm sviluppato da Lee De Forest iniziando con Oh, Mabel, Mother, Pin a Rose on Me, Goodbye, My Lady Love e Come Take a Trip on My Airship (usciti tra maggio e giugno del 1924). Gli altri 17 titoli vennero distribuiti come film muti, progettati per essere proiettati con musica dal vivo nei cinema. I fratelli Fleischer collaborarono con De Forest, Edwin Miles Fadiman e Hugo Riesenfeld per formare la Red Seal Pictures, proprietaria di 36 cinema dell'East Coast estendendosi ad ovest fino a Cleveland.
Il 15 settembre 1925 i Fleischer distribuirono My Bonnie Lies over the Ocean, che fu il primo film ad utilizzare la trovata della palla rimbalzante. Nell'aprile del 1926 i Fleischer distribuirono My Old Kentucky Home, con uno dei primi tentativi di sincronizzare l'animazione con il dialogo, poiché un cane nel film incoraggia il pubblico a "cantare con la palla rimbalzante".
Nel settembre del 1926 la divisione statunitense della De Forest Phonofilm e la Red Seal Pictures presentarono istanza di fallimento, e i Fleischer conclusero il loro utilizzo del sistema Phonofilm, distribuendo il loro ultimo Song Car-Tune, By the Light of the Silvery Moon (1927), proprio mentre l'epoca del cinema sonoro stava per iniziare. Nei primi mesi del 1929 i Fleischer firmarono un contratto con la Paramount Pictures. La Paramount rieditò alcuni Song Car-Tunes muti tra il 1929 e il 1932 con nuove colonne sonore, nuove animazioni e nuovi titoli di testa che eliminavano i nomi di Max e Dave Fleischer.
Con l'affermazione dell'epoca sonora, i Fleischer risuscitarono la serie di film musicali come Screen Songs nel febbraio 1929, ed essa continuò fino al 1938. Mentre Koko il Clown fu ritirato, la "palla rimbalzante" venne mantenuta. Questi nuovi corti duravano ben sette minuti, con più animazione rispetto ai primi Song Car-Tunes costruita intorno al tema della canzone.
Il concetto della "palla rimbalzante" divenne un'icona culturale talmente affermata che venne utilizzata in spot televisivi per vendere tutti i tipi di prodotti, dai sonniferi al cibo per gatti. Appena prima di ritirarsi nel 1968, Dave Fleischer usò una forma di "palla rimbalzante" per il finale di Millie, dove girò un ritaglio animato facendo "rimbalzare" la testa di Beatrice Lillie sopra il testo della canzone.

## Filmografia
- Come Take a Trip in My Airship (1924)
- Goodbye My Lady Love (1924) - sonoro
- Mother, Mother, Mother Pin a Rose on Me (1924) - sonoro
- Oh Mabel (1924)
- Daisy Bell (1925) - sonoro
- Dixie (1925)
- My Bonnie Lies over the Ocean (1925)
- My Wife's Gone to the Country (1925) - sonoro
- Oh Suzanna (1925)
- Old Pal (1925) - sonoro
- Pack Up Your Troubles (1925)
- Sailing Sailing Over the Bounding Main (1925)
- The Sidewalks of New York (1925) - sonoro
- Swanee River (1925)
- Trail of the Lonesome Pine (1925)
- Alexander's Ragtime Band (1926)
- Annie Laurie (1926) - sonoro
- By the Light of the Silvery Moon (1926) - sonoro
- Coming Through the Rye (1926) - sonoro
- Darling Nelly Gray (1926) - sonoro
- Has Anyone Here Seen Kelly? (1926) - sonoro
- I Love a Lassie (1926)
- In the Good Old Summertime (1926)
- Margie (1926) - sonoro
- My Old Kentucky Home (1926) - sonoro
- Oh! How I Hate to Get Up in the Morning (1926) - sonoro
- Old Black Joe (1926) - sonoro
- The Sheik of Araby (1926) - sonoro
- Sweet Adeline (1926) - sonoro
- Ta-Ra-Ra-Boom-Dee-Aye (1926)
- Toot Toot Tootsie (1926)
- Tramp, Tramp, Tramp, the Boys Are Marching (1926)
- Waiting for the Robert E. Lee (1926)
- When I Leave This World Behind (1926)
- When I Lost You (1926) - sonoro
- When the Midnight Choo-Choo Leaves for Alabam' (1926) - sonoro
- Yak-A-Doola-Hick-A-Doola (1926) - sonoro